# Mairy-sur-Marne
Mairy-sur-Marne település Franciaországban, Marne megyében. Lakosainak száma 565 fő (2022. január 1.). Mairy-sur-Marne Cernon, Chepy, Coupetz, Écury-sur-Coole, Saint-Germain-la-Ville, Saint-Quentin-sur-Coole, Sogny-aux-Moulins, Togny-aux-Bœufs és Vésigneul-sur-Marne községekkel határos.

## Népesség
A település népességének változása:
| Lakosok száma | 289  | 605  | 589  | 534  | 554  | 548  | 546  | 557  | 562  | 565  |
|               | 1968 | 1982 | 1990 | 2006 | 2013 | 2015 | 2017 | 2019 | 2020 | 2022 |